# Lœuilley
Lœuilley – miejscowość i gmina we Francji, w regionie Burgundia-Franche-Comté, w departamencie Górna Saona.
Według danych na rok 1990 gminę zamieszkiwało 100 osób, a gęstość zaludnienia wynosiła 18 osób/km² (wśród 1786 gmin Franche-Comté Lœuilley plasuje się na 643. miejscu pod względem liczby ludności, natomiast pod względem powierzchni na miejscu 761.).